# Howard Weinstein
Howard Weinstein (ur.  1953 – Minneapolis) – amerykański brydżysta, World Life Master (WBF).
Howard Weinstein był maklerem giełdowym.
Howard Weinstein jest aktualnie prezydentem Brydżowej Federacji Stanów Zjednoczonych. Od 2014 roku jest także członkiem Zarządu WBF.

## Wyniki brydżowe

### Olimpiady
Na olimpiadach uzyskał następujące rezultaty:
| Olimpiady brydżowe. Zawody teamów | Olimpiady brydżowe. Zawody teamów | Olimpiady brydżowe. Zawody teamów | Olimpiady brydżowe. Zawody teamów | Olimpiady brydżowe. Zawody teamów | Olimpiady brydżowe. Zawody teamów |
| Rok                               | Miejsce                           | Zawody                            | Kategoria                         | Drużyna                           | Pozycja                           |
| --------------------------------- | --------------------------------- | --------------------------------- | --------------------------------- | --------------------------------- | --------------------------------- |
| 2000                              | Maastricht                        | 11. Olimpiada Brydżowa            | Open                              | USA                               | 3                                 |

### Zawody światowe
W światowych zawodach zdobył następujące lokaty:
| Mistrzostwa Świata. Konkurencja teamów | Mistrzostwa Świata. Konkurencja teamów | Mistrzostwa Świata. Konkurencja teamów | Mistrzostwa Świata. Konkurencja teamów | Mistrzostwa Świata. Konkurencja teamów | Mistrzostwa Świata. Konkurencja teamów |
| Rok                                    | Miejsce                                | Zawody                                 | Kategoria                              | Drużyna                                | Pozycja                                |
| -------------------------------------- | -------------------------------------- | -------------------------------------- | -------------------------------------- | -------------------------------------- | -------------------------------------- |
| 2014                                   | Sanya                                  | 14. Seria Mistrzostw Świata            | Miksty                                 | Brock                                  | 49                                     |
| 2014                                   | Sanya                                  | 14. Seria Mistrzostw Świata            | Open                                   | Weinstein                              | 9                                      |
| 2010                                   | Filadelfia                             | 13. Seria Mistrzostw Świata            | Open                                   | Strul                                  | 5                                      |
| 2007                                   | Szanghaj                               | 38. Mistrzostwa Świata Teamów          | Open                                   | USA 1                                  | 2                                      |
| 2006                                   | Werona                                 | 12. Mistrzostwa Świata                 | Open                                   | Milner                                 | 9                                      |
| 2002                                   | Montreal                               | 11. Mistrzostwa Świata                 | Open                                   | Welland                                | 65                                     |
| 2000                                   | Southampton                            | 34. Mistrzostwa Świata Teamów          | Trans                                  | Katz                                   | 25                                     |
| 1998                                   | Lille                                  | 10. Mistrzostwa Świata                 | Open                                   | Bramley                                | 3                                      |
| 1990                                   | Genewa                                 | 8. Mistrzostwa Świata                  | Open                                   | Weinstein                              | 5                                      |

| Mistrzostwa Świata. Konkurencja par | Mistrzostwa Świata. Konkurencja par | Mistrzostwa Świata. Konkurencja par | Mistrzostwa Świata. Konkurencja par | Mistrzostwa Świata. Konkurencja par | Mistrzostwa Świata. Konkurencja par |
| Rok                                 | Miejsce                             | Zawody                              | Kategoria                           | Partner                             | Pozycja                             |
| ----------------------------------- | ----------------------------------- | ----------------------------------- | ----------------------------------- | ----------------------------------- | ----------------------------------- |
| 2014                                | Sanya                               | 14. Seria Mistrzostw Świata         | Open                                | Gabriel Chagas                      | 78                                  |
| 2014                                | Sanya                               | 14. Seria Mistrzostw Świata         | Miksty                              | Cheri Bjerkan                       | 21                                  |
| 2010                                | Filadelfia                          | 13. Mistrzostwa Świata              | Miksty                              | Cheri Bjerkan                       | 189                                 |
| 2010                                | Filadelfia                          | 13. Mistrzostwa Świata              | Open                                | Steve Garner                        | 17                                  |
| 2006                                | Werona                              | 12. Mistrzostwa Świata              | Open                                | Steve Garner                        | 98                                  |
| 2006                                | Werona                              | 12. Mistrzostwa Świata              | Miksty                              | Gigi Weinstein                      | 117                                 |
| 2002                                | Montreal                            | 11. Mistrzostwa Świata              | Open                                | Bart Bramley                        | 57                                  |
| 1994                                | Albuquerque                         | 9. Mistrzostwa Świata               | Open                                | Ralph Katz                          | 8                                   |

### Zawody europejskie
W europejskich zawodach zdobył następujące lokaty:
| Zawody europejskie. Konkurencja teamów | Zawody europejskie. Konkurencja teamów | Zawody europejskie. Konkurencja teamów | Zawody europejskie. Konkurencja teamów | Zawody europejskie. Konkurencja teamów | Zawody europejskie. Konkurencja teamów |
| Rok                                    | Miejsce                                | Zawody                                 | Kategoria                              | Drużyna                                | Pozycja                                |
| -------------------------------------- | -------------------------------------- | -------------------------------------- | -------------------------------------- | -------------------------------------- | -------------------------------------- |
| 2009                                   | San Remo                               | 4. Otwarte Mistrzostwa Europy          | Open                                   | Welland                                | 5                                      |
| 2005                                   | Teneryfa                               | 2. Otwarte Mistrzostwa Europy          | Open                                   | Jacobs                                 | 5                                      |
| 2003                                   | Mentona                                | 1. Otwarte Mistrzostwa Europy          | Open                                   | Chagas                                 | 3                                      |

| Zawody europejskie. Konkurencja par | Zawody europejskie. Konkurencja par | Zawody europejskie. Konkurencja par | Zawody europejskie. Konkurencja par | Zawody europejskie. Konkurencja par | Zawody europejskie. Konkurencja par |
| Rok                                 | Miejsce                             | Zawody                              | Kategoria                           | Partner                             | Pozycja                             |
| ----------------------------------- | ----------------------------------- | ----------------------------------- | ----------------------------------- | ----------------------------------- | ----------------------------------- |
| 2005                                | Teneryfa                            | 2. Otwarte Mistrzostwa Europy       | Open                                | Steve Garner                        | 12                                  |

## Klasyfikacja
- Howard Weinstein – klasyfikacja WBF (ang.)